# 布穆瓦城堡

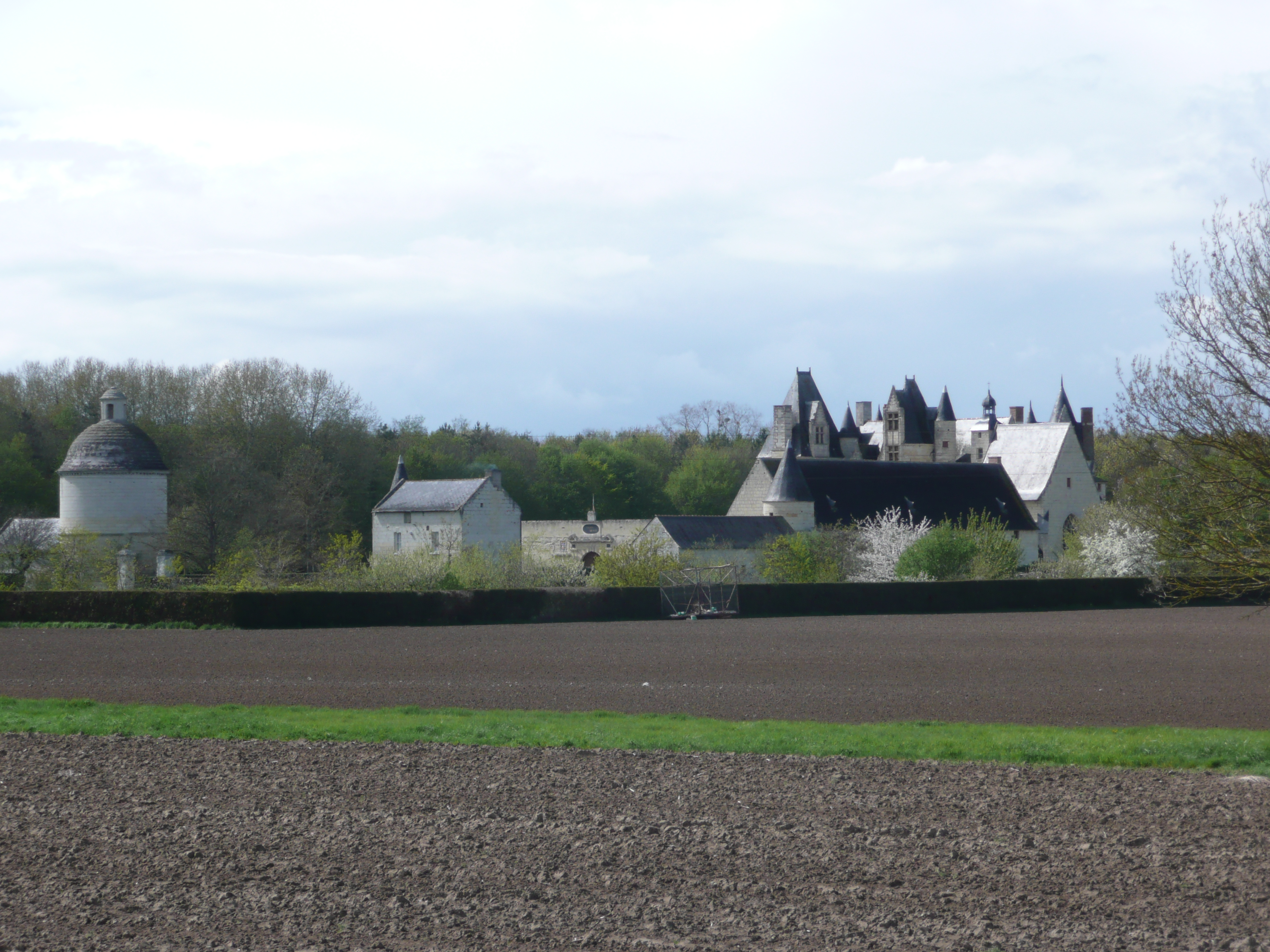

布穆瓦城堡（Château de Boumois）位于法国卢瓦尔河地区大区曼恩-卢瓦尔省东部索米尔区的市镇圣马丹德拉普拉斯（2018年1月1日合并入热讷-瓦勒德卢瓦尔），建于16世纪，哥特式-文艺复兴风格。1953年列为法国历史遗迹。